# Bawburgh
Bawburgh is een civil parish in het bestuurlijke gebied South Norfolk, in het Engelse graafschap Norfolk met 595 inwoners.

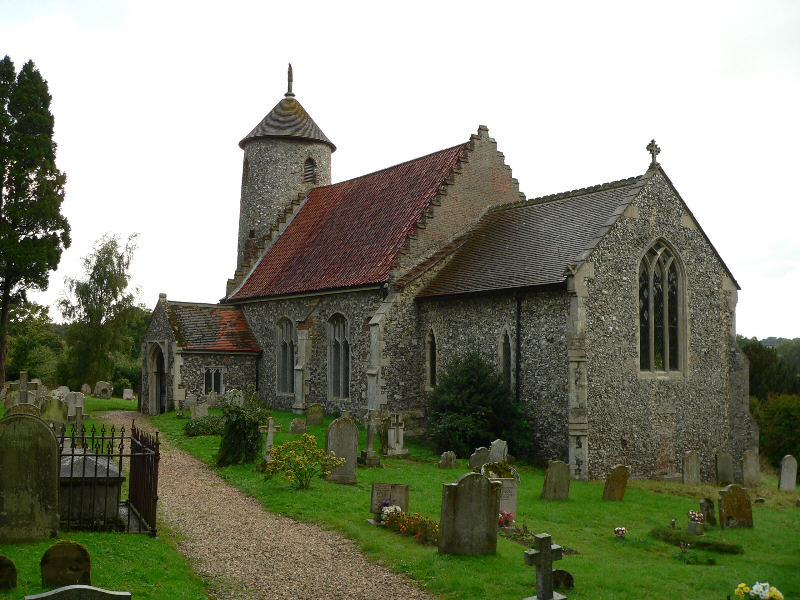
Kerk in Bawburgh